# Robert Magnus (Rechtswissenschaftler)
Robert Magnus (* 1980) ist ein deutscher Rechtswissenschaftler.

## Leben
Von 2000 bis 2006 studierte er Rechtswissenschaft in Freiburg im Breisgau und Paris; Erste Juristische Staatsprüfung und absolvierte er von 2002 bis 2006 die Zusatzausbildung „Europäisches, Internationales und Ausländisches Recht“ an der Albert-Ludwigs-Universität Freiburg. Von 2004 bis 2006 war er studentische Hilfskraft am Institut für Deutsches und Ausländisches Zivilprozessrecht der Albert-Ludwigs-Universität Freiburg. Von 2006 bis 2009 war er wissenschaftlicher Mitarbeiter und Doktorand am Institut für Deutsches und Ausländisches Zivilprozessrecht der Albert-Ludwigs-Universität Freiburg. Nach der Promotion in Freiburg 2009 mit der Dissertation Das Anwaltsprivileg und sein zivilprozessualer Schutz legte er 2011 die zweite Juristische Staatsprüfung ab. Von 2011 bis 2017 war er Akademischer Rat a. Z. und Habilitand, Universität Heidelberg, Institut für ausländisches und internationales Privat- und Wirtschaftsrecht. Nach der Habilitation 2017 war er 2019 bis 2020 Inhaber des Lehrstuhls für Bürgerliches Recht, Internationales Privatrecht und Zivilprozessrecht an der EBS Law School in Wiesbaden. Seit April 2020 ist er Inhaber des Lehrstuhls für Bürgerliches Recht, deutsches und internationales Zivilverfahrensrecht an der Universität Bayreuth.

## Schriften (Auswahl)
- Das Anwaltsprivileg und sein zivilprozessualer Schutz. Eine rechtsvergleichende Analyse des deutschen, französischen und englischen Rechts. Tübingen 2010, ISBN 978-3-16-150182-1.
- Der Rückholanspruch. Die rückwirkende Grenze der Eigentumsfreiheit. Tübingen 2018, ISBN 3-16-155693-3.